# Колюпаново (село, Тульская область)
 Колюпаново  — деревня в Тульской области России. С точки зрения административно-территориального устройства входит в Алексинский район. В плане местного самоуправления входит в состав муниципального образования город Алексин.

## География
Колюпаново  находится в северо-западной части региона, в пределах северо-восточного склона Среднерусской возвышенности, в подзоне широколиственных лесов.  Расстояние от Тулы — 55 км, от Алексина — 6 км.
Абсолютная высота — 176  метров над уровнем моря.

### Климат
Климат на территории  Колюпаново, как и во всём районе, характеризуется как умеренно континентальный, с ярко выраженными сезонами года. Средняя температура воздуха летнего периода — 16 — 20 °C (абсолютный максимум — 38 °С); зимнего периода — −5 — −12 °C (абсолютный минимум — −46 °С).
Снежный покров держится в среднем 130—145 дней в году.
Среднегодовое количество осадков — 650—730 мм.

## Топоним
В начале XIX века называлось деревня Колюпановка, но после сооружения церкви стало селом Колюпановым с собственным приходом. 

## История
Приход села Колюпанова образовался в начале XVII века, а может быть даже и в конце XVI века. По местному преданию, в селе существовал храм до разорения города Алексина поляками и литовцами, что случилось в эпоху смутного времени. Деревянный храм в селе был построен в 1695 году, как гласит о том надпись на сохранившемся храмозданном кресте. В 1779 году храм этот сгорел от грозы, причем храмовая икона его Казанской Божией Матери вместе с другими предметами церковной утвари была перенесена в соседнюю церковь села Фомищева. После пожара, по недостатку средств, не предполагалось строить нового храма, но икона Казанской Божией Матери явила свое чудо: она ушла из церкви села Фомищева и явилась на березе против сгоревшей церкви села Колюпанова. Местные помещики Бобрищевы-Пушкины поместили эту икону в своем доме. После произведенного дознания, что икона не могла быть вынесена кем-либо из храма и поставлена на указанном месте, помещики Бобрищевы-Пушкины исходатайствовали разрешение построить в селе храм во имя этой иконы, каковой и был построен в 1783 году на средства помещика Михаила Александровича Бобрищева-Пушкина. Зданием храм был деревянный. В 1854 году храм был заново перестроен при особом старании приходского священника Павла Просперова. В селе с 1891 году открыта школа грамоты.
По состоянию на 1913 г. село относилось к  Стрелецкой волости Алексинского уезда.
До муниципальной реформы в марте 2005 года входила в Авангардский сельский округ. После её проведения включёна в образованные муниципального образования сельское поселение «Авангардское» и в Алексинский муниципальный район.
21 июня 2014 года Алексинский муниципальный район и Авангардское сельское поселение были упразднены, деревня  Колюпаново  стала входить в городской округ Алексин.

## Население
| 1859 | 1915 | 2002 | 2010 |
| ---- | ---- | ---- | ---- |
| 256  | ↗310 | ↘5   | ↗7   |

Согласно результатам переписи 2002 года, в национальной структуре населения русские составляли 100 % из 6 чел.. Проживали по 3 мужчины и женщины.

## Достопримечательности
В селе расположен действующий Свято-Казанский женский монастырь с церковями Казанской иконы Божией Матери и Троицы Живоначальной.

## Известные уроженцы, жители
Здесь некогда проживала святая старица Евфросиния Колюпановская.

## Инфраструктура
Личное подсобное хозяйство (на август 2022 года 10  домов).

## Транспорт
Остановка общественного транспорта "Монастырь". На август 2022 года в селе останавливается автобус маршрута 127.